# Klaxon (groupe)
Pour la marque d'avertisseurs sonores, voir Klaxon (marque).
Ne pas confondre avec le groupe britannique Klaxons
Klaxon est un groupe de rock français des années 1980 issu de la scène marseillaise.

## Discographie

### Albums
- Musique dans la peau (1982)
- Klaxon (1985)

### Singles
- Laisse aller / Assez de sévices (1982)
- Cœur Blessé / Jouer pour gagner (1985)
- Bats toi / Comédien (1985)